# Модернізм у літературі
Літерату́рний модерні́зм — загальна назва процесів у літературі кінця XIX —початку XX століття, здебільшого в Європі та Північній Америці, складник мистецької течії модернізму. Літературний модернізм вирізняється самосвідомим розривом із традиційними стилями в поезії та прозі. Модерністи експериментували з літературною формою та вираженням, водночас дотримувались модерністської сентенції «Зробити це новим». Основна мета модерністського літературного руху — урізноманітнити традиційні художні засоби та висловити нові почуття свого часу.
Термін «модернізм» для позначення літератури цього періоду й сукупности його стилів було встановлено постфактум. Він охоплює низку суміжних напрямів, зокрема неоромантизм, імпресіонізм, символізм, неокласицизм, експресіонізм, футуризм, вортицизм, імажинізм, дадаїзм та сюрреалізм. До того ж, містить (або є синонімом) різні найменування національних мистецьких стилів: юґендстиль, сецесія, ар-нуво тощо.
Отже, модернізм був синонімом некласичного мистецтва впродовж кінця XIX — першої половини XX століть.

## Початки модерністської літератури
Упродовж 1880-х років поширеною стала потреба повністю змінити попередні норми, замість того щоб переглядати минулі знання, беручи до уваги сучасні технології. На початках модернізму впливовими були теорії Зиґмунда Фройда (1856–1939) та Ернста Маха (1838–1916). У праці «Науки механіки» (1883), Мах стверджував, що розум має фундаментальну структуру і що суб'єктивний досвід ґрунтується на взаємодії частин розуму. Першою ґрунтовною роботою Фройда було «Дослідження істерії» (з Йозефом Бреєром) (1895). За ідеями Фройда, уся суб'єктивна реальність — це гра основних спонукань та інстинктів, через які відбувається сприйняття зовнішнього світу. Як філософ, Ернст Мах вагомо вплинув на логічний позитивізм і, критикуючи Ісаака Ньютона, став предтечею теорії відносности Ейнштейна. Згідно з ідеями Маха, відношення об'єктів у природі не гарантовані, а відомі тільки через певну психічну стенографію.
Це стало відрізнятися від попередніх уявлень, що ніби зовнішня та абсолютна реальність нав'язують себе індивіду, як, наприклад, в емпіризмі Джона Локка (1632—1704), який означував початковий розум як табула раса («Досвід про людський розум», 1690). Опис Фройда суб'єктивних станів разом із підсвідомістю, сповненою первинних імпульсів і врівноваженою самообмеженням, який поєднав Карл Юнг (1875—1961) з ідеєю колективного несвідомого, проти якого свідомість або бореться, або сприймає. Відтоді як робота Чарльза Дарвіна змінила в суспільній думці аристотелівське поняття «людина-тварина», Юнг припустив, що властивий людині потяг до порушення соціальних норм не є результатом інфантильности чи невіглаством, а походить від сутности людської тваринности. [джерело?]
Ще одним важливим попередником модернізму був Фрідріх Ніцше, який уважав психологічні спонуки, зокрема «волю до влади», важливішими, ніж факти чи речі. Анрі Бергсон (1859—1941), однак, підкреслював різницю між науковим «годинниковим» поняттям часу та прямим, суб'єктивним, людським досвідом його переживання. Його роботи щодо часу та свідомости вагомо впливали на романістів ХХ століття, зокрема тих модерністів, які використовували техніку потоку свідомости. Також важливою у філософії Бергсона була ідея про «élan vital» — життєву силу, яка «запровадила ідею творчої еволюції всього». Він також виокремлював інтуїцію, хоча й не заперечував важливости інтелекту.
Ці мислителі були об'єднані недовірою до вікторіанського позитивізму. Модернізм як літературний рух можна також уважати реакцією на індустріалізацію, урбанізацію та нові технології.
Важливими літературними попередниками модернізму були: Волт Вітмен (1855—1891) («Листя трави»), Шарль Бодлер («Квіти зла»), Рембо («Ілюмінація», 1874); Август Стріндберг, особливо його пізні п'єси, зокрема трилогії «У Дамаск», «A Dream Play» (1902), «The Ghost Sonata» (1907).

## Риси модернізму
Модерністи, на відміну від реалістів та авангардистів, свідомо робили свою творчість антидемократичною, елітарною. Вони були переконані, що модернізм має бути для широких мас, а навпаки. Відомий іспанський філософ і мистецтвознавець Хосе Ортега-і-Гассет зазначив: «Новому мистецтву, навпаки, маси будуть завжди протистояти. Воно непопулярне за суттю, більше того, воно антипопулярне». Мета модернізму — бути «мистецтвом для митців, а не для мас людей. Це буде мистецтво касти, а не демократичне мистецтво». Утім, цей принцип не є для модернізму абсолютним. Винятком з «антидемократичного» правила слугує теорія і творча практика унанімістів та експресіоністів.
Модернізм затверджує пріоритет форми над змістом. Один із теоретиків модернізму К. Фідлер проголошує: «У художньому творі форма має сама собою утворювати матеріал, заради якого й існує художній твір. Ця форма, що водночас є і матеріалом, не має виражати нічого, окрім себе самої… Зміст художнього твору — ніщо інше, як саме формоутворення»[джерело?].
Література модернізму є рішучим протестом і запереченням художніх принципів реалізму й натуралізму, які віддзеркалювали дійсність, життєподібність, деміфологізм, аметафізичність. Відтак, К. Фідлер зауважує: «Мистецтво аж ніяк не покликане проникати в низьку дійсність, що є дійсністю всіх людей…». Проте водночас модернізм заперечує романтичну втечу від дійсности. Мистецтво, на думку Фідлера, не має «сумнівного покликання врятувати людей від дійсности, виходячи з казкового королівства»[джерело?].
На зміну реалістичній та натуралістичній об'єктивності приходить модерністська художня суб'єктивність. Предметний світ деформується та абсурдизується. І ця «нова дійсність» для митців-модерністів є абсолютно реальною. Чим менше правдоподібніша картина світу, тим вірогіднішою вона стає для модерністів. «Традиційний» реалізм для модерністів — це лише один із можливих засобів відображення світу, який не осягає справжньої реальности — ірраціональної, метафізичної, непізнаванної, ірреальної. Американський літературознавець Дж. Е. Міллер слушно зауважив, що «модернізм можна вважати бунтом проти „реалізму“, але не проти „реальності“. Реальність варто знаходити не в узгоджених зовнішніх подіях, а в потоці свідомости, що виникає в зіткненні з цими подіями, які швидко обираються, набирають певної форми, викликають переживання»[джерело?].
«Потік свідомости», про який пише американський дослідник, є одним з основних художніх прийомів літератури модернізму. Це термін відомого психолога та філософа Вільяма Джеймса. Класичними зразками застосування потоку свідомости в модерністській літературі є романи «Улісс» Джеймса Джойса, «У пошуках втраченого часу» Марселя Пруста, «Місіс Делловей» Вірджинії Вулф.
Інший популярний художній прийом модернізму — монтаж, література «запозичила» з кіномистецтва (фільми Сергія Ейзенштейна). Це поєднання різноманітних тем, фрагментів, образів. У футуризмі, дадаїзмі, «театрі абсурду» монтаж слугує засобом пізнання світу: створюючи абсурдний образ, він демонструє обриси безглуздого світу. Часто монтаж тісно пов'язаний із прийомом внутрішнього монологу. Аналізуючи Джойсів «потік свідомості», С. Хоружий відзначає: «…зберігаючи основні ознаки внутрішнього мовлення, Джойс водночас монтує його: проводить у його масиві жорсткий відбір, виганяє будь-який баласт і формує нове мовлення, згущене та високоорганізоване. Спільність із методом монтажу Ейзенштейна тут цілковита; обидва митці досягають такої виразности та життєвости свого матеріалу, якою ніколи не володіє реальне, незмонтоване життя»[джерело?].
Модерністи частіше використовують умовні форми, які, однак, не заперечують використання засобів повністю життєподібних. Проте нерідко саме життєподібні елементи творів модернізму створюють ефект ірреального, неправдоподібного. Фантастика тісно пов'язана з реальністю в мистецтві модернізму. І, за словами Д. Затонського, «найбільш неймовірне, безглузде та незрозуміле відбувається в буденній, тривіальній обстановці. Вторгнення фантастичного аж ніяк не супроводжується барвистими романтичними ефектами, а оформлюється як найприродніша річ у світі, що не викликає ні в кого подиву»[джерело?]. Яскравим прикладом цього є твори Франца Кафки.
Нерідко модерністи руйнують традиційні конструктивні елементи твору. Таким доробкам може бракувати сюжету й композиції, художнього часу та простору, персонажів і дії. На всю художню діяльність модерністів поширюється «тотальна» іронія. Відповідно, постійно натрапляємо на пародію та алюзію, оголення прийому та акцентування на «зробленості» твору, елементи гри та ілюзії творчості.
Модернізм створює власні міфи, твори часто перетворюються на міфологеми. «Замість розповідного методу ми можемо використовувати тепер міфічний метод», — писав один з найвизначніших модерністів XX століття Томас Стернз Еліот. Міфотворчими є твори Дж. Джойса та А. Бєлого, Г. Майрінка та В. Хлєбникова, Т. С. Еліота та Ε. Паунда, Д. Буццаті та X. Л. Борхеса. Процес модерністської творчості, зазначав Д. Затонський, «є процесом перетворення реальних явищ, подій, проблем на ідіоми, символи, знаки — тобто абстрактні форми, що не відображають дійсності, а лише її символічно моделюють, створюють дещо подібне до адекватного їй душевного настрою»[джерело?].

## Періодизація літературного модернізму

### Ранній модернізм
Модерністська література намагається враховувати мінливі уявлення про реальність, які розробили Дарвін, Мах, Фройд, Айнштайн, Ніцше, Бергсон та інші з розвинених інноваційних художніх методів, таких як потік свідомості, внутрішній монолог, а також використання декількох точок огляду. Може бути сумнівною філософська основа реалізму, або ж розширення нашого розуміння того, що таке реалізмом. Тож, наприклад, використання потоку зі свідомості, або внутрішній монолог відображає необхідність підвищення психологічного реалізму.
Питання про початки модернізму й досі залишається дискусійним. Частими є покликання на думку Вірджинію Вулф, де йдеться, що людська природа зазнала фундаментальних змін «у грудні 1910-го року або близько того». Хоча незаперечним є і те, що модернізм як напрям був і 1902 року, коли вийшов роман Джозефа Конрада «Серце пітьми». Утім, перша абсурдистська п'єса Альфреда Жарі «Король Убю» датована ще 1896 роком.
Творами раннього модернізму називають також «Вайнзбург, Огайо» Шервуда Андерсона.
Спочатку деяких модерністів насичував утопічний дух, який стимулювали інновації в галузі антропології, психології, філософії, політичної теорії, фізики та психоаналізу. Поетів імажистського руху, що заснований Езрою Паундом у 1912 році, характеризували як таких, що мають позитивний настрій, адже відмовились від налаштувань і дискурсивності типових для поезії романтичного і вікторіанського періоду, яка сприяла точності зображення та чіткій, різкій мові. Цей ідеалізм, однак, закінчився з початком Першої світової війни, і письменники створили цинічніші роботи, які відображали переважне почуття розчарування. Багато письменників-модерністів також недовіряли інститутам влади, таких як уряд і релігія, і не поділяли поняття абсолютної істини.

### Високий модернізм (1920—1930-ті роки)
На твори та авторів/ок "високого модернізму" вплинула Перша світова війна, яка ще більшою мірою проявила кризу модерну та гуманізму загалом. Особливо помітним це було в австрійській літературі, коли падіння імперії поставило перед літератор(к)ами низку онтологічних питань щодо того, чим є їхня батьківщина.
Показово, що багато творів 1920-х років осмислюють саме довоєнний час, ніби намагаючись проаналізувати причини цивілізаційного занепаду.
Схоже рухається й тогочасна інтелектуальна думка. Наприклад, Освальд Шпенґлер друкує в перші повоєнні роки свою впливову працю «Присмерк Європи», а філософ Ортега-і-Гассет досліджує культурні зміни, які відбуваються в суспільстві у праці «Бунт мас».
Протягом наступних десятиріч з'являється все більше знакових модерністських творів. Це, зокрема, «У пошуках втраченого часу» Марселя Пруста, «Людина без властивостей» Роберта Музіля, «Улісс» Джеймса Джойса, «Місіс Делловей» Вірджинії Вулф, «Коханець леді Чаттерлей» Девіда-Герберта Лоуренса, «Зачарована Гора» Томаса Манна, «Шум і лють» Вільяма Фолкнера.
Твори високого модернізму, такі як «Безплідна земля» Томаса Еліота (1922), були самосвідомішими, інтроспективнішими, і часто досліджували темні сторони людської природи. Для них характерний виразніший песимізм, пов'язаний із досвідом пережитої війни та сумніви щодо цивілізаційних основ.
У 1930-х роках коли в Радянському Союзі та Німеччині починають панувати тоталітарні режими, а вся Європа живе в «передчутті великої різні», песимістичні інтонації поглиблюються ще дужче.

## Перелік основних творів модернізму

#### 1890-ті
- Голод (1890)
- Портрет Доріана Грея (1890)
- Безодня[en] (1891)
- Homo sapiens[en] (1895)
- Король Убю[en] (1896)
- Серце пітьми (1899)

#### 1900-ті
- Леонардо да Вінчі[en] (1900)
- Лист лорда Чандоса[en] (1902)
- Іммораліст[en] (1902)
- «Блаженної пам'яті Маттіа Паскаль» (1904)
- Ностромо (1904)
- Андрій Лаговський (1905; 1919)
- Сум'яття вихованця Терлеса (1906)
- Сьоме кільце[de] (1907)
- Срібний голуб (1909)

#### 1910-ті
- Нотатки Мальте Лявридса Бриґґе (1910)
- Алкоголі (1913)
- На Сваннову сторону (1913)
- Петербург (1913)
- Поезії[de] (1913)
- Перевтілення (1915)
- Портрет митця замолоду (1916)
- Записки кирпатого Мефістофеля (1917)
- У затінку дівчат-квіток (1919)

#### 1920-ті
- Безплідна земля[en] (1922)
- Улісс (1922)
- Дуїнянські елегії[en] (1923)
- Самопізнання Дзено[en] (1923)
- Місіс Делловей (1923)
- Повість про санаторійну зону (1924)
- Зачарована гора (1924)
- Фальшивомонетники (1925)
- Великий Ґетсбі (1925)
- Замок (1926)
- Степовий вовк (1927)
- Місто (1928)
- Берлін Александерплац (1929)
- Шум і лють (1929)

#### 1930-ті
- Поет у Нью-Йорку[en] (1930; 1940).
- Подорож на край ночі (1932)
- Цинамонові крамниці (1933)
- США (трилогія)[en] (1930‒1936)
- Авесалом, Авесалом![en] (1936)
- Фердидурке (1937)
- Нудота (1938)
- Поминки за Фіннеганом (1939).

#### 1940-ві
- Гра в бісер (1943)
- Людина без властивостей (1930‒1943)
- Смерть Верґілія[en] (1945)
- Доктор Фаустус (1947)
- Чума (1947)
- Без ґрунту (1948)

#### 1950-ті
- Чекаючи на Ґодо (1952)
- Лоліта (1955)
- Носороги[en] (1959)